# Kościół Najświętszej Maryi Panny Wspomożycielki Wiernych w Szamocinie
Kościół Najświętszej Maryi Panny Wspomożycielki Wiernych w Szamocinie – rzymskokatolicki kościół parafialny znajdujący się w mieście Szamocin, przy ulicy Kościelnej.

## Historia i wyposażenie
Jest to świątynia wybudowana w 1905 roku na dzierżawionej ziemi rodziny Burzyńskich w stylu neobarokowym. Bryła świątyni jest zwarta i wysmukła, posiada 3 kondygnacje. Wieża posiada wysokość 23 metrów, pokryta jest czworokątnym hełmem o dwóch kondygnacjach, wyposażonym w latarnię, z cebulastym zakończeniem i krzyżem. Pierwotnie był to kościół filialny parafii rzymskokatolickiej w Margoninie. W 1922 dekretem księdza kardynała Edmunda Dalbora został ustanowiony kościołem parafialnym. W kruchcie świątyni są umieszczone tablice z nazwiskami poległych powstańców wielkopolskich, żołnierzy wojsk polskich z wojny obronnej 1939 roku oraz zamordowanych w obozach i więzieniach z czasów okupacji hitlerowskiej mieszkańców miasta i okolic. Od frontu nad wejściem głównym, umieszczone są witraże wykonane przez Aleksandrę Korejewo. Witraż nad wejściem głównym ukazuje Maryję z Dzieciątkiem. O historycznej polskości tej budowli świadczą witraże wewnątrz świątyni, w bocznych oknach prezbiterium: Orzeł Biały i popiersie Matki Bożej Częstochowskiej oraz herb miasta i popiersie św. Jana Chrzciciela. Częściowo zachowane są stare witraże: w środkowym oknie prezbiterium w medalionie głowa Jezusa w koronie cierniowej z bordiurą otoczona purpurowymi rozetami. W prezbiterium umieszczone jest zamknięte sklepienie kolebkowe w kształcie połowy muszli. Nawa główna pokryta jest sklepieniem kolebkowym murowanym opartym na gurtach. W nawach bocznych są umieszczone łuki w kształcie krzyża, w kruchcie umieszczone jest sklepienie żaglaste.